# Atropoides picadoi
Atropoides picadoi är en ormart som beskrevs av Dunn 1939. Atropoides picadoi ingår i släktet Atropoides och familjen huggormar. Inga underarter finns listade.
Ormen förekommer i Costa Rica och Panama. Honor föder levande ungar (vivipari). Arten lever i låglandet och i bergstrakter mellan 15 och 1930 meter över havet. Habitatet utgörs av fuktiga skogar och betesmarker.
Några exemplar dödas på grund av det giftiga bettet. Hela populationen anses vara stabil. IUCN listar arten som livskraftig (LC).